# Wort und Stimme
Wort und Stimme war eine Sprechplattenreihe der Schallplattenfirma Teldec (Label: Telefunken bzw. Decca) ab 1955. Sie ist neben dem Literarischen Archiv der Deutschen Grammophon Gesellschaft eine der ersten und zudem umfangreichsten Reihen literarischer Sprechplatten in Deutschland.

## Zielsetzung
Der Reihenname Wort und Stimme bezieht sich zunächst, so ist es auf den ersten Plattencovern zu lesen, auf eine bestimmte Zielsetzung: „Die Stimme großer Schauspieler im Wort bedeutender Dichter für Gegenwart und Zukunft zu bewahren, das ist der Sinn unserer Schallplattenreihe“.
Bald schon wurden jedoch neben Schauspielerstimmen auch Dichterstimmen wie die von Werner Bergengruen, Rudolf Kinau, Alexander Spoerl oder Kurt Kusenberg oder Aufnahmen von Rezitatoren wie Ernst Hameister in die Reihe mit einbezogen.
Anfang der 1960er Jahre übernahm Hans-Günter Martens, seinerzeit Rundfunksprecher, das Ressort „Wort und Stimme“ bei Teldec. Er konnte einige Wort-Aufnahmen unter anderem von Heinrich George, Ernst Reuter und Ernst Deutsch der Reihe hinzufügen. Wort-Schallplatten hatten seinerzeit nicht viele Liebhaber und so wurde die Serie nach vier Jahren eingestellt. Die Verkaufszahlen beliefen sich auf 4 bis max. 6000 Stück und einige Platten gelten daher heute als Rarität. Teldec versuchte etwa zehn Jahre später eine Neuauflage mit neuen Covern, die bis in die 1980er Jahre im Handel erhältlich waren.

## Erste Veröffentlichungen
Die ersten Schallplatten, die 1955 in der Reihe veröffentlicht wurden, waren Werner Krauß’ mit der  Verteidigungsrede des Sokrates, Will Quadflieg spricht Rainer Maria Rilke (als 30-cm-LP) und Rudolf Forster mit Eine Szene aus „Der Kammersänger“ von Frank Wedekind (25-cm-LP). Es folgten Mathias Wiemann mit Gedichten von Friedrich Hölderlin und Texten aus dem Wandsbecker Bothen von Matthias Claudius, Rudolf Forster spricht 5 Monologe aus Stücken von Nestroy sowie Heinrich George spricht (eine Wiederveröffentlichung seiner Aufnahmen von 1930/1935).

## Weitere Sprecher
Auch Archivaufnahmen von Heinrich George oder Gustaf Gründgens gehören zu den frühen Veröffentlichungen.
Zu den besonders erfolgreichen Sprechern für die Reihe gehörten in den 60er Jahren u. a. Oskar Werner und der Autor Robert T. Odeman, sowie Hilde Krahl, Joana Maria Gorvin, O.E.Hasse, Werner Fink, Bertha Drews, Martin Held u. v. a.mehr.

## Dokumente & Gesamtaufnahmen
Als Unterreihe Dokumente erschienen zudem dokumentarische Mitschnitte aus dem Umfeld des Theaters als Wort und Stimme-Platte, z. B. eine Geburtstagsrede Gustaf Gründgens an den Regisseur Jürgen Fehling oder biographische Erzählungen von Werner Krauß.
Ab den 60er Jahren kamen dann auch, nachdem zunächst in der Hauptsache Lyrik, Prosa und einzelne Szenen und Monologe auf Einzelplatten erschienen, Gesamtaufnahmen von Theaterstücken hinzu. Besonders zu erwähnen sind diesbezüglich Schillers Don Karlos in der Sellner-Inszenierung und Martin Held (der bei Wort und Stimme auch „Stammsprecher“ für Tucholsky-Texte war) als Theobald Maske in Carl Sternheims Die Hose.

## Format
Wort und Stimme veröffentlichte zunächst hauptsächlich 25-cm-Langspielplatten, bald aber auch 17-cm- wie 30-cm-LPs und schließlich für die Gesamtaufnahmen auch Doppel-LPs und LP-Boxsets. Die Covergestaltung der Reihe hatte dabei in den 50er und 60er Jahren einen hohen Wiedererkennungswert, so dass bei Wort und Stimme zeitweise fast von einem Unterlabel der Telefunken gesprochen werden kann. Ab den späten 1960er Jahren gab man die charakteristischen schwarz-weiß-goldenen zugunsten individuellerer Coverbilder für literarische Sprechplatten auf, nicht aber auf die Bezeichnung „Wort und Stimme“.